# Kościół Niepokalanego Poczęcia Najświętszej Maryi Panny w Skarżysku-Kamiennej
Kościół Niepokalanego Poczęcia Najświętszej Maryi Panny w Skarżysku-Kamiennej – rzymskokatolicki kościół parafialny należący do parafii pod tym samym wezwaniem (dekanat skarżyski diecezji radomskiej).

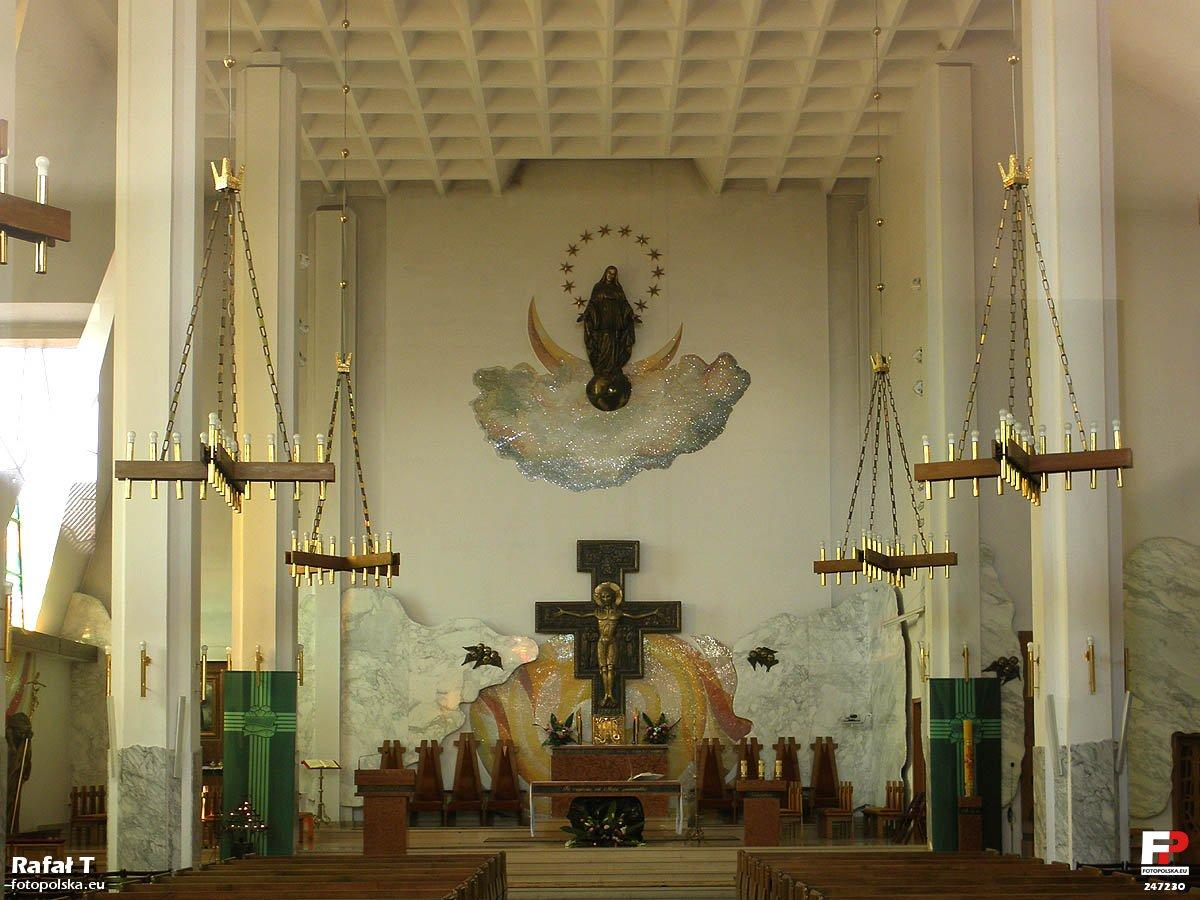
Prezbiterium

Jest to świątynia zaprojektowana przez architekta Józefa Bartosa i konstruktora Stefana Goszczyńskiego, wybudowano ją w latach 1983–1987 dzięki staraniom parafian i franciszkanów. Kościół został pobłogosławiony 9 maja 1987 roku przez biskupa Adama Odzimka. Świątynia została dedykowana przez biskupa Zygmunta Zimowskiego 4 października 2007 roku. Kościół wybudowany został z cegły i kamienia.